# Таджикистан на зимних Олимпийских играх 2010
Таджикистан на зимних Олимпийских играх 2010 был представлен одним спортсменом в одном виде спорта. Единственным спортсменом, выступившим под флагом Таджикистана стал горнолыжник Андрей Дрыгин, для которого эта Олимпиада стала третьей в карьере. Знаменосцем сборной на церемонии открытия выступил еще один горнолыжник Алишер Кудратов, который через четыре года станет единственным спортсменом в таджикской делегации на Играх в Сочи.

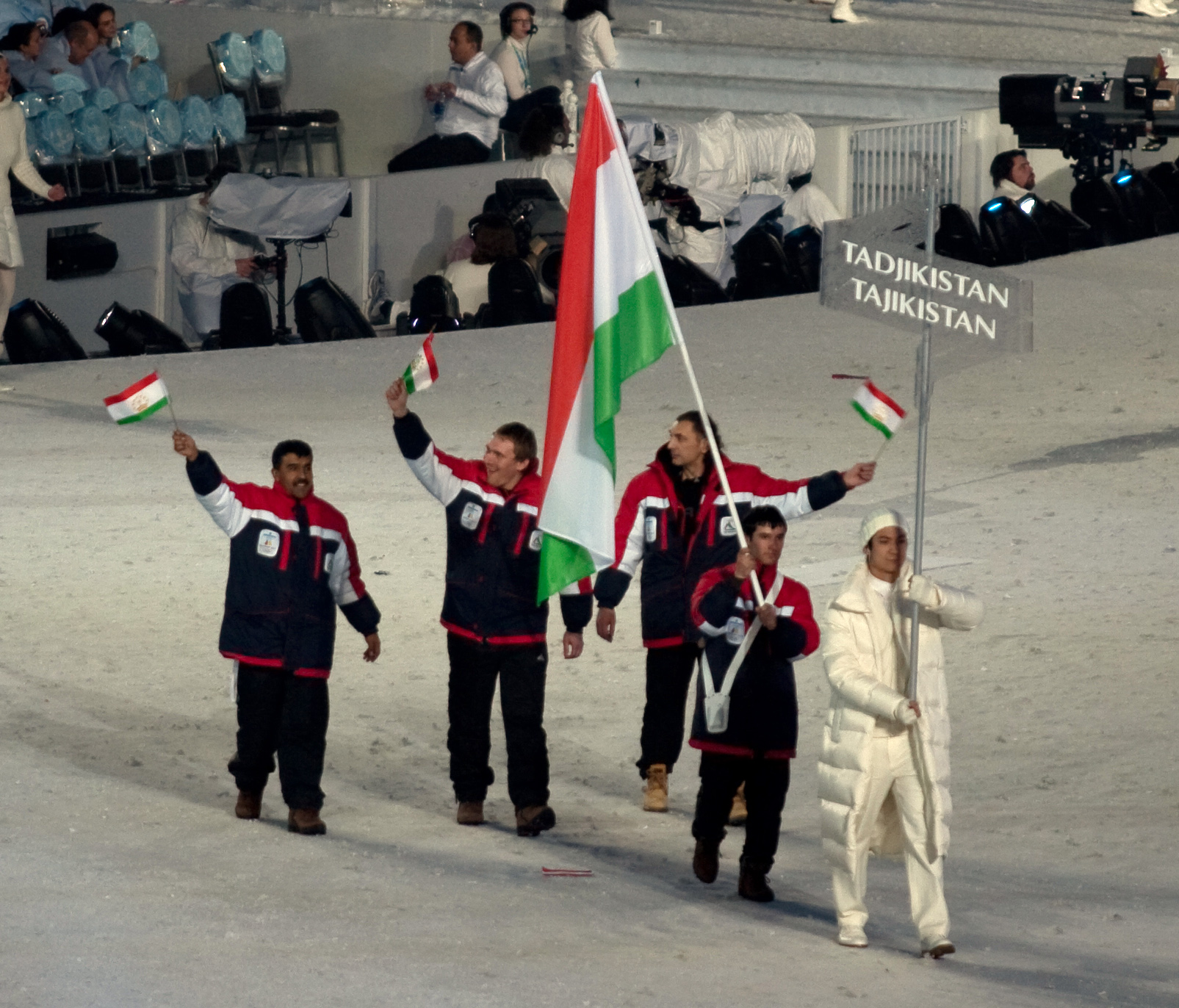
Таджикская делегация на церемонии открытия игр

## Результаты соревнований

### Горнолыжный спорт
Мужчины
| Соревнование      | Спортсмены    | 1 спуск | 2 спуск | Всего   | Отставание | Место |
| ----------------- | ------------- | ------- | ------- | ------- | ---------- | ----- |
| Скоростной спуск  | Андрей Дрыгин |         |         | 2:04,44 | +10,13     | 59    |
| Супергигант       | Андрей Дрыгин |         |         | 1:38,03 | +7,69      | 44    |
| Гигантский слалом | Андрей Дрыгин | 1:25,82 | 1:29,47 | 2:55,29 | +17,46     | 57    |
| Слалом            | Андрей Дрыгин | DNF     | —       | —       | —          | —     |